# Дискография Валерия Меладзе
В этой статье перечислены все музыкальные альбомы, синглы, сборники, саундтреки и песни, получившего всеобщее признание российского поп-певца Валерия Меладзе.

## Студийные альбомы
- Сэра (12 марта 1995)
- Последний романтик (7 октября 1996)
- Самба белого мотылька (14 января 1998)
- Всё так и было (ноябрь 1999)
- Нега (2 декабря 2003)
- Вопреки (1 октября 2008)

## Альбомы в составе группы «Диалог»
- Посредине мира (1991)[1]
- Осенний крик ястреба (1993) [1]

## Сборники лучших песен
- The Best (первый сборник) (1999)
- Настоящее (2002)
- Океан (2005)
- The Best (второй сборник) (2009)
- Валерий Меладзе: Избранное (2011)
- Полста (2016)

## Саундтреки
- 1996 — Одиночество.
- 1996 — Новогодняя.
- 1996 — Дорожная.
- 1996 — Ямайка.
- 1997 — Подмосковные вечера.
- 1997 — Звёздочка моя ясная.
- 1999 — Незнайка на луне.
- 2000 — Свадьба.
- 2001 — Не уходи.
- 2002 — Чего не могут люди (из альбома «Нега»).
- 2004 — Ты понравилась мне.
- 2004 — Не купишь любовь.
- 2006 — Сделай это прямо сейчас.
- 2006 — Под снегом.
- 2008 — Вопреки (из альбома «Вопреки»).
- 2008 — Ей никогда не быть моей (из альбома «Вопреки»).
- 2011 — Старый год.
- 2016 — Любовь и млечный путь.

## Синглы
- 1993 — Лимбо
- 1994 — Не тревожь мне душу, скрипка
- 1995 — Сэра
- 1995 — Посредине лета
- 1996 — Ночь накануне Рождества
- 2000 — Текила — любовь
- 2001 — Комедиант
- 2002 — Спрячем слёзы от посторонних
- 2002 — Я не могу без тебя
- 2003 — Океан и три реки
- 2003 — Се ля ви
- 2004 — Притяженья больше нет
- 2004 — Осколки лета
- 2005 — Салют, Вера
- 2005 — Иностранец
- 2006 — Без суеты
- 2006 — Верни мою любовь (совместно с Ани Лорак)
- 2007 — Сахара не надо
- 2007 — Параллельные
- 2008 — Вопреки
- 2010 — Обернитесь (совместно с Григорием Лепсом)
- 2010 — Небеса
- 2011 — Побудь со мной
- 2012 — Потерян и не найден
- 2012 — Свет уходящего солнца (совместно с Вахтангом)
- 2013 — Не Теряй меня (совместно с Валерией)
- 2014 — Свободный полёт
- 2015 — Белые птицы
- 2015 — Мой брат (совместно с Константином Меладзе)
- 2016 — Любовь и млечный путь
- 2016 — Прощаться нужно легко
- 2017 — Свобода или сладкий плен
- 2018 — Мама, не горюй! (совместно с MBAND)
- 2019 — Сколько лет (совместно с Мотом)
- 2019 — Чего ты хочешь от меня
- 2019 — Мегаполисы (совместно с Альбиной Джанабаевой)
- 2020 — Вижу солнце
- 2020 — Время вышло
- 2021 — Полюбил
- 2024 — Зима так близко (совместно с Константином Меладзе)
- 2024 — «Небеса» (feat. Фёдор Фомин, DJ Bubblegum)[2]
- 2025 — Игры

## Награды за исполнение определённых песен («Золотой граммофон»)
- 1996 — Вера (из альбома «Последний романтик»).
- 2000 — Текила — любовь (из альбома «Нега»).
- 2003 — Я не могу без тебя (из альбома «Нега»).
- 2004 — Притяженья больше нет (из альбома «Нега»).
- 2005 — Салют, Вера (из альбома «Вопреки»).
- 2006 — Без суеты (из альбома «Вопреки»).
- 2007 — Сахара не надо (из альбома «Вопреки»).
- 2008 — Параллельные (из альбома «Вопреки»).
- 2009 — Вопреки (из альбома «Вопреки»).
- 2011 — Небеса.
- 2013 —  Свет уходящего солнца (дуэт с Вахтангом)
- 2014 — Свободный полёт
- 2015 — Небеса (в честь юбилея премии, артисты пели свои главные хиты)
- 2016 — Любовь и Млечный путь (статуэтку не получил, так как песня не продержалась 20 недель. Но трек на премии исполнил как гость!)
- 2018 —  Свобода или сладкий плен
- 2019 — Чего ты хочешь от меня
- 2019 — Сколько лет (дуэт с Мотом) (дуэт не прозвучал, так как рэпер забыл паспорт и его не пропустили в Кремль)